# Clements Markham
Clements Robert Markham KCB (20 de julho de 1830 – 30 de janeiro de 1916) foi um geógrafo inglês, explorador e escritor. Foi Secretário da Real Sociedade Geográfica (RSG) entre 1863 e 1888, e mais tarde o seu Presidente durante 12 anos. Foi responsável pela organização da Expedição Discovery de 1901–04, e pelo lançamento da carreira de Robert Falcon Scott.
Markham iniciou a sua carreira como cadete e guarda-marinha na Marinha Real, durante a qual foi ao Árctico no Assistance numa das muitas procuras pela Expedição Franklin de Sir John Franklin. Mais tarde, Markham teve as funções de geógrafo no Departamento Indiano, e responsável pela recolha de cinchona, uma planta das florestas do Peru e o seu transplante para a Índia. Deste modo, o governo indiano passou a ter uma fonte da qual podia extrair quinino. Markham também foi o geógrafo da força expedicionária de Robert Napier na Abissínia, estando presente na tomada de Magdala em 1868.
A principal conquista da presidência de Markham na RSG foi o renascimento, no final do século XIX, do interesse britânico na exploração antárctica, depois de um iterregno de 50 anos. Tinha ideias bastante definidas sobre como a Expedição Discovery devia ser organizada e lutou para que ela tivesse o estatuto de projecto de natureza naval, com Scott no comando. Para atingir o seu objectivo, teve que ultrapassar uma oposição muito hostil da comunidade científica. Nos anos que se seguiram à expedição, continuou a patrocinar a carreira de Scott, de tal forma que não olhava para os feitos de outros exploradores da época.
Durante toda a sua vida Markham foi um contínuo viajante e um escritor prolífero; escreveu histórias, relatos de viagens e biografias. Escreveu mutos trabalhos para a revista da RSG, e fez muitas traduções para a Hakluyt Society, da qual também foi presidente. Recebeu homenagens públicas e acadéemicas, sendo reconhecido como bastante influente na disciplina de Geografia, embora muito do seu trabalho fosse resultado do seu entusiasmo e não da sua formação. O seu nome foi dado ao Monte Markham por Scott em 1902.